# Żołędowo (Drawsko Pomorskie)
Żołędowo (deutsch Mittelfelde) ist ein Ort in der Woiwodschaft Westpommern in Polen. Es gehört zur Gmina Drawsko Pomorskie (Stadt- und Landgemeinde Dramburg) im Powiat Drawski (Dramburger Kreis).

## Geographie
Żołędowo liegt in Hinterpommern, südlich der Stadt Dramburg (Drawsko Pomorskie). Nördlich befindet sich der Ort Konotop (Köhntöpf), südlich Poźrzadło Wielkie (Groß Spiegel) und südöstlich Pepłówek (Neufeld). Südlich des Ortes fließt die Drawa (Drage).

## Geschichte
Das Rittergut gehörte 1907 der pommerschen Familie Brockhausen. Diese ließ den Neffen ihres Freundes Erich Gropius, Walter Gropius, 1907 einige Wirtschaftsgebäude errichten. Der noch in Ausbildung befindliche Architekt baute für das Rittergut eine Holzfabrik, einen Kartoffelschuppen, sowie ein Arbeiterwohnhaus und eine den Hof umgebende Mauer. Arbeiterwohnhaus und Teile der Mauer sind noch erhalten. 1913 bis 1914 folgten eine Garage, ein Hühnerstall, Gästewohnungen und ein Gewächshaus. Diese Bauten sind allesamt zerstört, vom Gewächshaus ist jedoch eine Fotografie überliefert. Vermutlich schuf er auch das noch erhaltene, aber heute verputzte Transformatorenhaus.

## Bauten

### Arbeiterwohnhaus von Walter Gropius
Das Wohnhaus für Landarbeiter (1907) auf dem Gut ist ein Vierfamilienhaus aus vier in Reihe angeordneten Einzelhäusern, die unter einem gemeinsamen Walmdach zusammengefasst sind. Die aneinandergereihten Einzelhäuser sind 4,7 bzw. 6 Meter breit und 10,7 Meter tief. Durch Vorbauten und den erhöhten Mittelteil der Fassade wird die Struktur des Gebäudes aufgelockert, ist jedoch streng achsensymmetrisch. Wie bei einigen Frühwerken nutzt Gropius schräg anlaufende Pfeilervorlagen an den Gebäudeecken. Wie bereits bei dem zuvor in Janikow entstandenen Wirtschaftsgebäude auf dem Gut seines Onkels Erich Gropius und der Villa Metzler in Dramburg steht der Bau in der Tradition des Heimatstils, der Gropius Frühwerk von 1904 bis 1907 prägt. Es steht mit Nebengebäuden unter Denkmalschutz und ist das einzige Kulturdenkmal des Dorfes.